# Minowa (Nagano)
Minowa (jap.: 箕輪町, -machi) ist eine Stadt in Kamiina-gun in der Präfektur Nagano auf der japanischen Hauptinsel Honshū. Mit über 25.000 Einwohnern ist sie die größte kreisangehörige Stadt der Präfektur.

## Geografie
Minowa liegt im Norden des Ina-Beckens am Fluss Tenryū. Auf einer Fläche von 86,12 km² lebten am 1. April 2013 ca. 25.373 Menschen. Zum Verwaltungsgebiet von Minowa gehören die Höhenzüge des Kiso-Gebirges und des Ina-Gebirges. Angrenzende Kommunen sind die Großstädte (shi) Ina und Suwa sowie die Stadt Tatsuno und das Dorf (mura) Minamiminowa (jeweils Kamiina-gun angehörig).

## Geschichte
Am 18. Februar 1875 entstanden durch die Zusammenlegung mehrerer Siedlungen die Dörfer Nakaminowa und Higashiminowa. Aus Higashiminowa wurden jedoch am 10. August 1881 die Siedlungen Fukuyo und Mikkamachi ausgegliedert. Mit der Etablierung des modernen Kommunalsystems wurden am 1. April 1889 Fukuyo und Mikkamachi zum Dorf Minowa zusammengelegt. Nakaminowa und Higashiminowa wurden ohne Gebietsveränderungen in Verwaltungseinheiten umgewandelt. Am 3. November 1948 wurde Nakaminowa zur Stadt. Die Stadt Minowa wurde schließlich am 1. Januar 1955 durch die Zusammenlegung der Stadt Nakaminowa mit den Dörfern Minowa und Higashiminowa gegründet.

## Verkehr
Durch Minowa verläuft die Iida-Linie von JR Central. In Minowa gibt es mit den Bahnhöfen Ina-Matsushima, Kinoshita und Sawa drei Anschlüsse an dieser Linie. Daneben wird der öffentliche Personennahverkehr mit Bussen bedient.
Durch Minowa verlaufen die Nationalstraße 153 und die Chūō-Autobahn. An der Autobahn gibt es die Anschlussstelle Ihoku und die Schnellbushaltestelle Minowa.

## Bildungseinrichtungen
In Minowa gibt es insgesamt sieben Schulen, die sich alle in öffentlicher Trägerschaft befinden. Die Stadt trägt fünf Grundschulen und eine Mittelschule. Die Oberschule in Minowa wird von der Präfektur getragen.

## Sehenswürdigkeiten
- Matsushima-Ōbo-Hügelgrab – Grab aus der Kofun-Zeit
- Minowa-Damm
- Nagata-Onsen und Nagata-Naturpark
- Reste der Burg Fukuyo
- Reste der Burg Minowa

## Weblinks

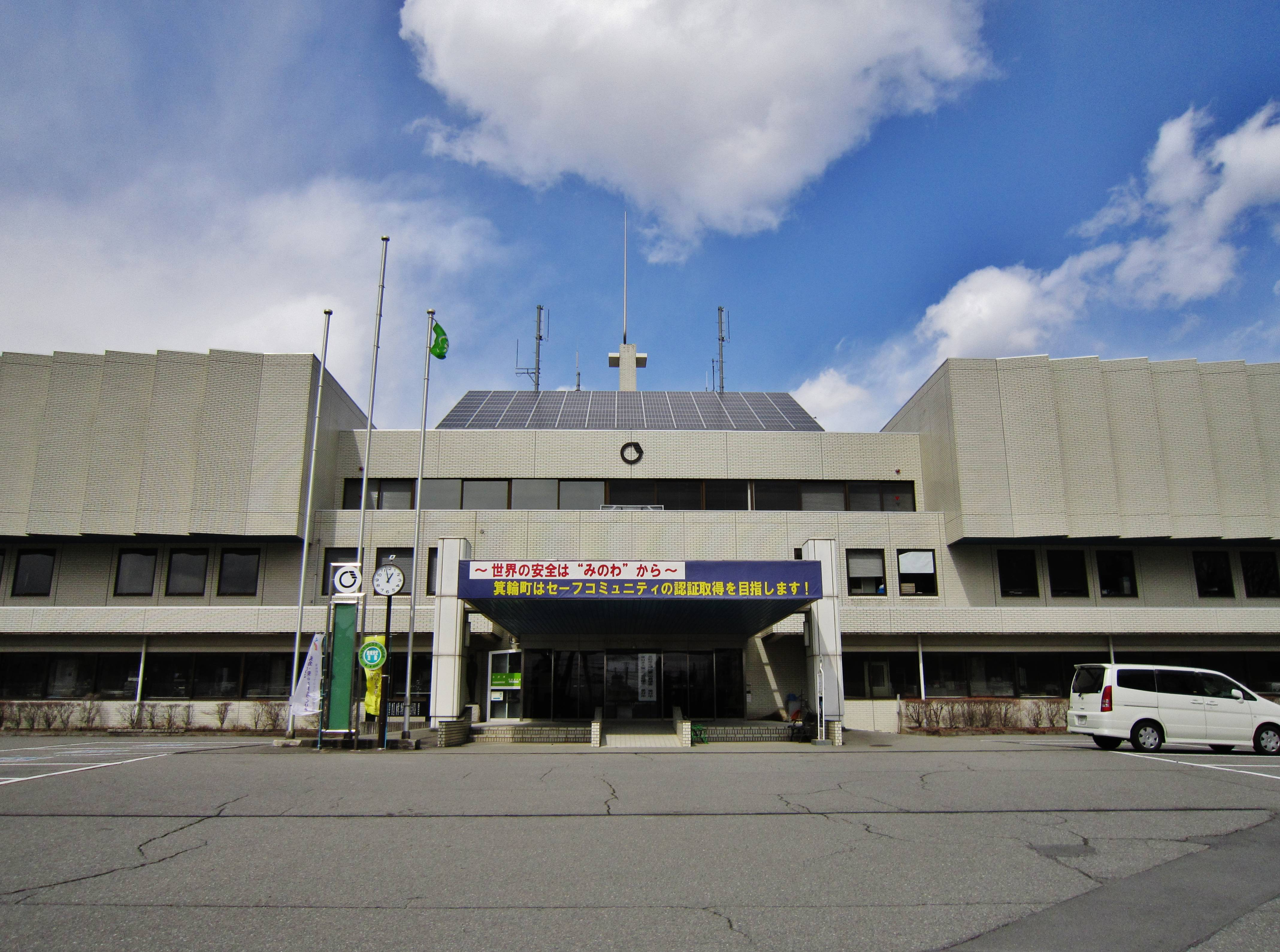
Rathaus

## Söhne und Töchter der Stadt
- Manabu Soya – Wrestler
- Ōshita Udaru – Schriftsteller